# Danilo Hondo
Danilo Hondo (født 4. januar 1974) er en tysk tidligere professionel cykelrytter. Han har bl.a. vundet to etaper i Giro d'Italia (2001) og blev tysk mester i landevejscykling i 2002. 

## Dopingsager
Hondo blev i 2005 testet positiv for brug af doping og fyret fra sit hold Team Gerolsteiner, og han blev efterfølgende udelukket fra cykelsporten i to år. Året efter fik han dog dispensation til at køre igen efter at have vundet en civil retssag.
I 2019 indrømmede Hondo, at han i 2011 havde anvendt bloddoping, hvilket kostede ham jobbet som schweizisk landstræner.